# John Erik Kaada
John Erik Kaada, né le  28 juillet 1975 à Stavanger, est un musicien et compositeur norvégien. Il a beaucoup travaillé à la composition de musiques de films. Il joue aussi dans le groupe Cloroform et a participé à nombre d'autres collaborations musicales, notamment avec le chanteur américain Mike Patton.
Il dirige le label Kaada Recordings, qu'il utilise pour publier ou déposer les droits de ses enregistrements personnels.

## Discographie

### Albums de Cloroform
- 1998 Deconstruction
- 1999 Cloroform All-Scars
- 2000 Do The Crawl
- 2001 Scrawl
- 2003 Hey You Let's Kiss
- 2005 Cracked Wide Open
- 2007 Clean

### Kaada/Patton
- 2004 : Romances (Ipecac Recordings)
- 2007 : Live (Ipecac Recordings)

## Filmographie
Il a notamment travaillé pour les bandes-originales des films et documentaires suivants:
- 1999 - Before Sunrise
- 2001 - Mongoland
- 2003 - Journey
- 2003 - 7th heaven
- 2002 - Hold my heart
- 2002 - Alt om min far
- 2002 - Folk flest bor i Kina
- 2003 - Tur och Retur
- 2004 - Hawaii, Oslo
- 2006 - It's Hard to be a Rock'n Roller
- 2007 - Natural Born Star
- 2007 - O' Horten
- 2008 - Mannen som elsket Yngve
- 2010 : Noël sous l'aurore boréale (Hjem Til Jul)